# Trypanidius isolatus
Trypanidius isolatus är en skalbaggsart som beskrevs av Waterhouse 1890. Trypanidius isolatus ingår i släktet Trypanidius och familjen långhorningar. Inga underarter finns listade i Catalogue of Life.